# Matteo da Correggio (poeta)

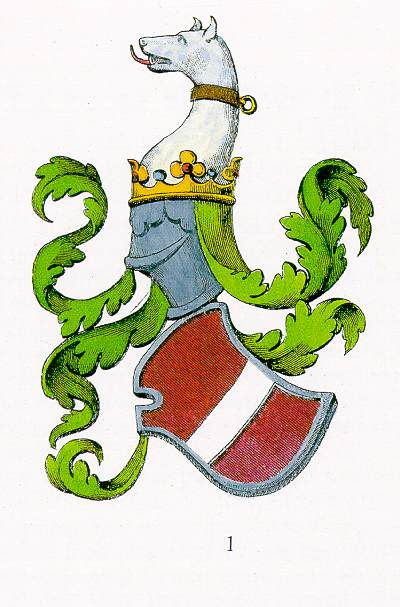
Antico stemma Da Correggio

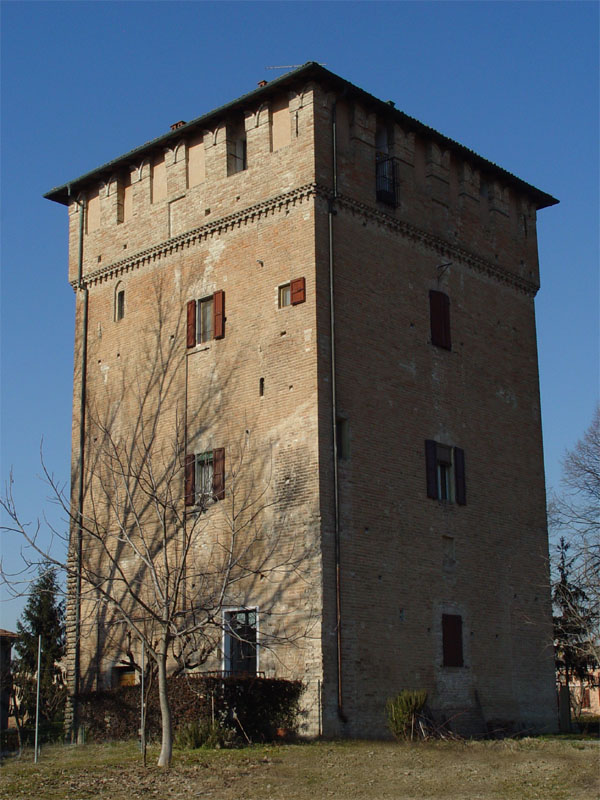
Torre del castello di Baganzola

Matteo da Correggio (... – XIV secolo) è stato un poeta italiano.

## Biografia
Era figlio di Giberto da Correggio, di Matteo, politico della nobile famiglia Da Correggio.
Nel 1315 si ribellò a Giberto III da Correggio, signore di Parma, che lo costrinse alla costruzione del castello di Baganzola per Paolo Aldighieri. Si rivolse al partito ghibellino ed introdusse milizie straniere all'interno del suo castello di San Quirico. Assediato dai parmigiani, tradì i ghibellini dietro il pagamento di una somma di denaro. Vendette il maniero nel 1346 al condottiero Gianfrancesco da Correggio, detto "Cagnolo", figlio di Simone (?-1344).
Fu poeta di bassa qualità, ma venne citato da Ireneo Affò nelle Memorie degli Scrittori e Letterati Parmigiani.